# جان ویندهام
جان ویندهام پارکز لوکاس بینون هریس (انگلیسی: John Wyndham Parkes Lucas Beynon Harris) یک نویسنده علمی تخیلی انگلیسی بود که بیشتر به خاطر آثارش که با نام مستعار جان ویندهام منتشر شده بود شناخته می‌شود، اگرچه او از ترکیبات دیگری از نام‌های خود نیز استفاده می‌کرد. مانند جان بینون و لوکاس پارکز. برخی از آثار او در مناظر پساآخرالزمانی قرار داشتند. از معروف‌ترین آثار او می‌توان به روز تریفیدها (۱۹۵۱) فیلمبرداری شده در سال ۱۹۶۲ و فاخته‌های میدویچ (۱۹۵۷) (The Midwich Cuckoos)  اشاره کرد که در سال ۱۹۶۰ با عنوان دهکده لعنتی (Village of the Damned) در سال ۱۹۹۵ با همین عنوان و بار دیگر در سال ۲۰۲۲ در (Sky Max) فیلمبرداری شد. تحت عنوان اصلی خود.

## زندگینامه

### اوایل زندگی
ویندهام در دهکده دوریج (Dorridge) در نزدیکی نول (Knowle)، واریک‌شر (وست میدلندز کنونی)، انگلستان، پسر گرترود پارکس، دختر استاد آهن (Ironmaster) بیرمنگام جان اسرائیل پارکس[a] و همسر دومش (پس از بیوه شدن)، جورج بینون هریس، یک وکیل دادگستری (Barrister) به دنیا آمد.
از سال ۱۹۰۹ تا ۱۹۱۱ خانواده هریس در جاده هاگلی ۲۳۹ (A456 road)، اجباستون، بیرمنگام، زندگی می‌کردند، اما زمانی که او ۸ ساله بود والدینش از هم جدا شدند.
سپس پدرش در یک پرونده غیرمعمول و پرمخاطب دادگاهی در سال ۱۹۱۳ تلاش کرد از خانواده پارکس به خاطر "حضانت، کنترل و جامعه" همسر و دو پسرش (از جمله برادر کوچکتر ویندهام، نویسنده ویویان بینون هریس) شکایت کند. این پرونده، که دوباره ادعاهای قبلی در مورد ناهنجاری جنسی، قبل از ازدواج او را افشا کرد، پدر ویندهام را مردی شکسته باقی گذاشت. گرترود با بچه‌ها به خانه کوچکتری در ادگباستون نقل مکان کرد و برادران از پدرشان بیگانه شدند.
ویندهام متعاقباً در یک مدرسه خصوصی در ادگباستون که توسط خانم میبل وودوارد اداره می‌شد رفت (او بعداً گفت که در آنجا مورد آزار و اذیت قرار می‌گرفت)، و از سال ۱۹۱۴ تا ۱۹۱۵ در دبیرستان پسرانه ادگباستون و مدرسه بلوندل در تیورتون، دوون، در طول جنگ جهانی اول بود.
طولانی‌ترین و آخرین اقامت او در مدرسه بدالس (Bedales)، در نزدیکی پیترسفیلد در همپشر (۱۹۱۸ -۱۹۲۱) بود، که او در سن ۱۸ سالگی آن را ترک کرد. مادرش بیرمنگام را ترک کرد تا در مجموعه‌ای از پانسیون‌ها و هتل‌های آبگرم زندگی کند.[5] در یادداشت‌های زندگی‌نامه‌ای که ویندهام برای انتشارات اولیه کتاب‌های پنگوئن خود نوشته بود، او گفت که تنها از سال ۱۹۰۴ تا ۱۹۱۱ در بیرمنگام زندگی می‌کرد.

### در آغاز کار

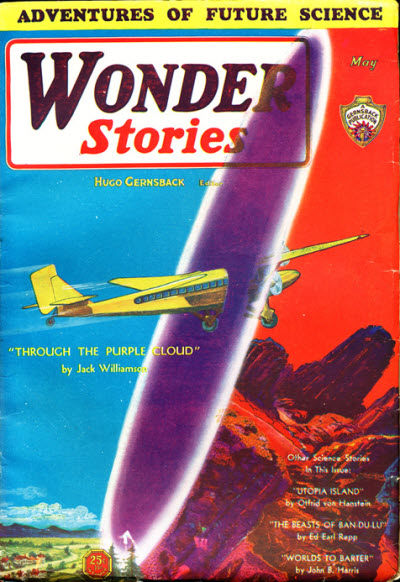
اولین داستان اس‌اف منتشر شده ویندهام، "دنیاهایی برای مبادله"، در شماره مه ۱۹۳۱ در داستان‌های شگفت‌آور (Wonder Stories) با نام مستعار او جان بینون هریس منتشر شد.

ویندهام پس از ترک تحصیل، چندین شغل از جمله کشاورزی، حقوق، هنر تجاری و تبلیغات را امتحان کرد. با این حال، او برای زنده ماندن بیشتر به کمک هزینه خانواده خود متکی بود. او سرانجام در سال ۱۹۲۵ به نوشتن برای پول روی آورد و تا سال ۱۹۳۱ داستان کوتاه و داستان‌های سریالی را به مجلات علمی‌تخیلی آمریکایی می‌فروخت.
اولین داستان کوتاه او، "دنیاها برای مبادله"، با نام مستعار جان بی. هریس در سال ۱۹۳۱ منتشر شد. داستان‌های بعدی تا اواسط سال ۱۹۳۵ به "جان بینون هریس" نسبت داده شد، زمانی که او شروع به استفاده از نام قلم جان بینون کرد. سه رمان از بینون در سال ۱۹۳۵/۳۶ منتشر شد که دو تای آنها آثار علمی‌تخیلی و دیگری یک داستان پلیسی بود. او همچنین از نام مستعار ویندهام پارکز برای یک داستان کوتاه در مجله فانتزی بریتانیا در سال ۱۹۳۹ استفاده کرد، زیرا جان بینون قبلاً برای داستان دیگری در همان شماره اعتبار داده شده بود. در این سال‌ها او در کلاب پن لندن (Penn Club London) زندگی می‌کرد که در سال ۱۹۲۰ توسط اعضای باقی‌مانده واحد آمبولانس دوستان (Friends Ambulance Unit) افتتاح شده بود و تا حدودی توسط کوئیکرها تامین مالی شده بود.
ترکیب فکری و سیاسی صلح‌طلبان، سوسیالیست‌ها و کمونیست‌ها همچنان دیدگاه‌های او را درباره مهندسی اجتماعی و فمینیسم اعلام می‌کرد. او در باشگاه پن با همسر آینده‌اش، گریس ویلسون، معلم آشنا شد. آنها وارد یک رابطه عاشقانه طولانی‌مدت شدند و اتاق‌های مجاور باشگاه را به دست آوردند، اما برای سال‌ها ازدواج نکردند، تا حدی به دلیل منع ازدواج (Marriage bar) که تحت آن ویلسون موقعیت خود را از دست می‌داد.

### جنگ جهانی دوم

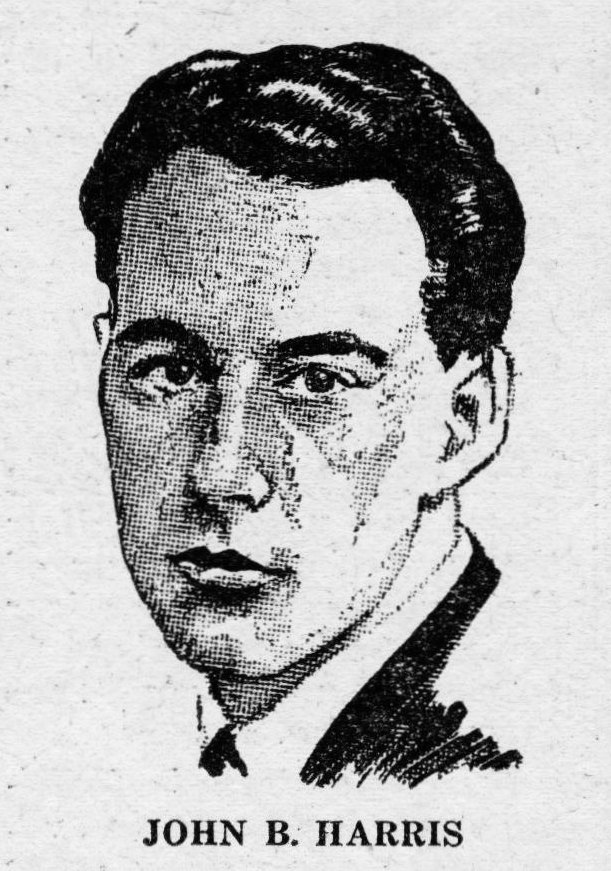
Wyndham/Harris همانطور که در می ۱۹۳۱ در داستان‌های شگفت‌آور تصویر شده است.

در طول جنگ جهانی دوم، ویندهام برای اولین بار به‌عنوان سانسور در وزارت اطلاعات (Ministry of Information) خدمت کرد. او از تجربیات خود به‌عنوان یک آتش‌نشان در جریان حمله رعداسا لندن و به‌عنوان عضوی از گارد خانگی در روز تریفیدها استفاده کرد.
او سپس به ارتش بریتانیا پیوست و به‌عنوان سرجوخه اپراتور رمز در سپاه سیگنال سلطنتی خدمت کرد. او در فرود نرماندی شرکت کرد و چند روز پس از D-Day فرود آمد. او به سپاه ۳۰ وابسته بود، که در برخی از شدیدترین نبردها شرکت کرد، از جمله محاصره ارتش آلمانی به دام افتاده در محاصره فالز.
نامه‌های دوران جنگ او به شریک دیرینه‌اش، گریس ویلسون، اکنون در آرشیو دانشگاه لیورپول نگهداری می‌شود. او به‌طور مفصل از مبارزاتش با وجدانش، تردیدهایش در مورد انسانیت و ترس‌هایش از اجتناب‌ناپذیر بودن جنگ بیشتر نوشت. او همچنین با شور و اشتیاق از عشق خود به او و ترسش از این که آنقدر آلوده باشد که نتواند پس از بازگشت او را دوست داشته باشد، نوشت.

### پس از جنگ

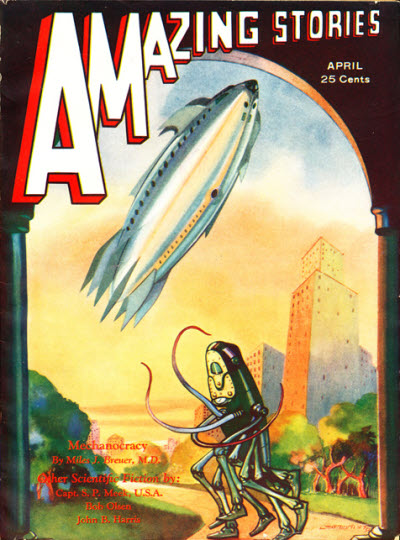
دومین داستان ویندهام، «ماشین گمشده»، در شماره آوریل ۱۹۳۲ داستان‌های شگفت‌انگیز، با نام مستعار هریس، به نمایش درآمد.

پس از جنگ ویندهام به نوشتن بازگشت و همچنان از نام مستعار جان بینون استفاده می‌کرد. او با الهام از موفقیت برادر کوچکترش ویویان بینون هریس، که از سال ۱۹۴۸ چهار رمان منتشر کرد، سبک نوشتن خود را تغییر داد و تا سال ۱۹۵۱، برای اولین بار با استفاده از نام مستعار جان ویندهام، رمان روز تریفیدها را نوشت.
حرفه نویسندگی او قبل از جنگ در تبلیغات کتاب ذکر نشده بود و مردم اجازه داشتند که فرض کنند این اولین رمان از یک نویسنده ناشناس است. این کتاب موفقیت بزرگی داشت و ویندهام را به‌عنوان یکی از نمایندگان مهم داستان‌های علمی‌تخیلی معرفی کرد.
او شش رمان دیگر را با نام جان ویندهام نوشت و منتشر کرد، نامی که از سال ۱۹۵۱ به‌طور حرفه‌ای استفاده کرد. رمان او به نام میل بیرونی (The Outward Urge (1959)) به جان ویندهام و لوکاس پارکز منتسب شد، اما لوکاس پارکز نام مستعار دیگری برای ویندهام بود. دو مجموعه داستان به نام‌های جیزل (Jizzle) و دانه‌های زمان (The Seeds of Time) در دهه ۱۹۵۰ با نام ویندهام منتشر شد اما شامل چندین داستان بود که در ابتدا توسط جان بینون قبل از سال ۱۹۵۱ منتشر شد.

### ازدواج
در سال ۱۹۶۳، در یک مراسم مدنی با گریس ایزوبل ویلسون، که بیش از سی سال او را می‌شناخت، ازدواج کرد. آنها در نزدیکی پیترسفیلد، همپشایر، درست خارج از محوطه مدرسه بدالس زندگی می‌کردند، تا زمانی که او در سال ۱۹۶۹ در سن ۶۵ سالگی در آنجا درگذشت. این زوج مانند برادرش که او نیز بیشتر از او زندگی کرد، بدون فرزند بودند.

## پذیرش انتقاد

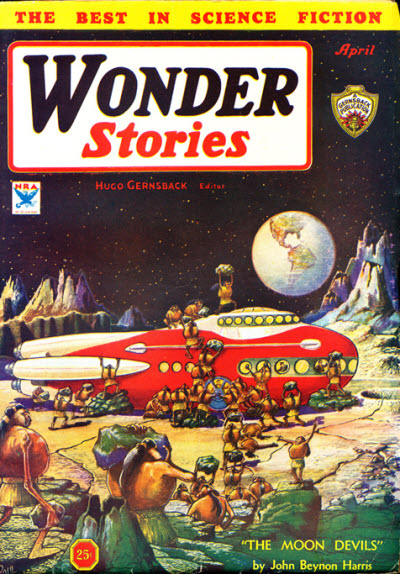
رمان «شیاطین ماه» نوشته ویندهام در سال ۱۹۳۴، روی جلد شماره آوریل «داستان‌های شگفت‌انگیز» بود که با نام مستعار هریس نیز منتشر شد.

شهرت ویندهام عمدتاً بر چهار رمان اولی است که در زندگی او با این نام منتشر شد. روز تریفیدها شناخته‌شده‌ترین اثر او باقی مانده است، اما برخی از خوانندگان معتقدند که نوزائی (The Chrysalids) واقعا بهترین اثر او بود. این در آینده دور یک ویران‌شهر هسته‌ای است که در آن ثبات ژنتیکی به خطر می‌افتد و زنان در صورت به دنیا آوردن "جهش یافته‌ها" به شدت تحت فشار قرار می‌گیرند. دیوید میچل، نویسنده اطلس ابری (Cloud Atlas))، در مورد آن نوشت: "یکی از متفکرترین رمان‌های پسا آخرالزمانی که تاکنون نوشته شده است. ویندهام یک رویاپرداز واقعی انگلیسی بود، یک ویلیام بلیک با دکترای علوم."
گاردین بیان می‌کند که  "پس‌زمینه‌های انگلیسی در قدرت رمان‌های او نقشی اساسی دارند، به این معنی که آخرالزمان ممکن است در هر زمانی رخ دهد، یا در واقع، در این لحظه در دهکده بعدی اتفاق می‌افتد، در حالی که منتقد تایمز از روز تریفیدها آن را به‌عنوان «تمام واقعیت یک کابوس آشکارا درک شده» توصیف کرد.
ایده‌های نوزائی در سرگذشت ندیمه که نویسنده آن، مارگارت اتوود، کار ویندهام را به‌عنوان معتبر تکرار می‌کند. او مقدمه‌ای بر نسخه جدیدی از گیج‌کننده (Chocky) نوشت که در آن بیان می‌کند که نوزادان بیگانه باهوش در فاخته‌های میدویچ (The Midwich Cuckoos) وارد رویاهای او شدند.
ویندهام همچنین چندین داستان کوتاه نوشت، از داستان‌های علمی تخیلی سخت گرفته تا فانتزی عجیب و غریب. چندین فیلم گرفته شده است: «راه‌هایش را در نظر بگیرید (Consider Her Ways)»، «جستجوی تصادفی (Random Quest)»، «مریخی خنگ»، «قاشق دراز»، «جیزل» (فیلم‌شده در نقش «ماریا») و «زمانی برای استراحت» (فیلم‌شده با عنوان «هیچ مکانی شبیه زمین» ). نسخه رادیویی "بقا" نیز وجود دارد.
برایان آلدیس، یکی دیگر از نویسندگان داستان‌های علمی‌تخیلی بریتانیایی، برخی از رمان‌های ویندهام را، به‌ویژه روز تریفیدها را به‌عنوان "فاجعه‌های دلپذیر (Cozy catastrophe)" تحقیر کرد. این به کلیشه‌ای در مورد آثار او تبدیل شد، اما بسیاری از منتقدان اخیر آن را رد کردند. ال‌جی هارست (L.J. Hurst) اظهار داشت که در تریفیدها شخصیت اصلی شاهد چندین قتل، خودکشی و ماجراجویی است و اغلب در خطر مرگ قرار دارد. آتوود نوشت: «... می‌توان جنگ جهانی دوم را که ویندهام از جانبازان آن بود، یک جنگ «دنج» نامید، زیرا همه در آن نمردند».
بسیاری از نویسندگان دیگر اثر ویندهام را به‌عنوان معتبر پذیرفته‌اند، از جمله الکس گارلند، که فیلمنامه او برای ۲۸ روز بعد به شدت از روز تریفیدها استفاده می‌کند.

## میراث
پس از مرگ وی، برخی از آثار فروخته نشده ویندهام منتشر شد و آثار قبلی وی دوباره منتشر شد. بایگانی او توسط دانشگاه لیورپول به‌دست آمد.
در ۲۴ مه ۲۰۱۵، کوچه‌ای در همپستد که در روز تریفیدها دیده می‌شود، رسماً به‌عنوان یادبود او، کوچه تریفید نامگذاری شد.

## یادداشت ها
1. ↑  For example, around 2000 they were all reprinted as Penguin Modern Classics.